# Arretotherium meridionale
Arretotherium meridionale es una especie extinta de Artiodactyla,  parientes de los hipopótamos, que vivió durante el Mioceno temprano en lo que es actualmente Panamá. Fue encontrado en la Formación Las Cascadas al norte del canal del Panamá. La presencia de esta especie es el registro más sur de la familia Anthracotheriidae.

## Descripción
Se diferencia de todas las otras especies de Arretotherium entre otros, por tener un mayor tamaño y dos incisivos inferiores.

## Etimología
Del el latín "meridionale" (sur), correspondiente al registro más al sur de Anthracotheriidae en el Nuevo Mundo.